# Francesco Acerbi
Francesco Acerbi (Vizzolo Predabissi, 10 febbraio 1988) è un calciatore italiano, difensore dell'Inter. Con la nazionale italiana è diventato campione d'Europa nel 2021.

## Biografia
Dal 2020 è legato a Claudia Scarpari, con cui ha due figlie, Vittoria (nata nel 2021) e Nala (nata nel 2023). La coppia si è sposata a inizio 2025 a Cassina Rizzardi (Como).

## Caratteristiche tecniche
È un difensore centrale di piede mancino, arcigno nel proprio gioco, ma capace di prestarsi anche in attacco; è noto per le sue spiccate doti di leadership e personalità. Estremamente solido e integro, ha una statura che gli consente di vincere la maggior parte dei duelli fisici ingaggiati con gli avversari, anche nel gioco aereo.

## Carriera

### Club

#### Gli inizi: Voluntas e Brescia
Inizia la sua avventura calcistica nella Voluntas Brescia, società che all'epoca curava le categorie pre Giovanissimi del più noto Brescia. Nella stagione 2001-2002 passa quindi al succitato Brescia.

#### Pavia e i primi prestiti
Passa poi al Pavia dove milita nelle diverse categorie giovanili e con cui esordisce in Serie C1 il 23 aprile 2006, a 18 anni contro il San Marino. Nella stagione successiva, che vede la squadra lombarda retrocedere in Serie C2, viene ceduto in prestito al Renate nel gennaio 2007, ma ritorna a Pavia a fine mese, dopo aver giocato una sola partita in Serie D. Nella stagione 2007-2008 viene inizialmente ceduto in prestito alla Triestina ma già in agosto passa allo Spezia, dove viene impiegato nella formazione Primavera. Nella stagione 2008-2009 rimane al Pavia, disputando 22 partite e segnando due reti e, nella stagione seguente, colleziona 24 presenze e un gol più altre 2 apparizioni nei play-off. In totale con gli azzurri gioca 56 partite e segna 3 gol.

#### Reggina
Il 3 luglio 2010 passa alla Reggina, con la formula della compartecipazione. Dopo un promettente inizio di stagione in Serie B, il 31 gennaio 2011 il Genoa ne rileva il cartellino per 4,5 milioni, consentendo comunque al giocatore di restare a Reggio Calabria fino a fine stagione. In totale con la Reggina disputa 43 incontri segnando 2 gol.

#### Chievo
All'inizio della stagione seguente viene aggregato al Genoa, ma nel primo giorno della sessione estiva del calciomercato si trasferisce in compartecipazione al Chievo, in uno scambio che vede Kévin Constant fare il percorso inverso. Il 20 novembre 2011, a 23 anni, esordisce in Serie A nella vittoriosa trasferta dei veronesi contro il Catania per 2-1 e il 25 marzo seguente segna il suo primo gol nella massima serie nel pareggio casalingo contro il Siena per 1-1. Chiude l'esperienza al Chievo con 20 presenze totali e un gol segnato.

#### Milan e il prestito al Chievo

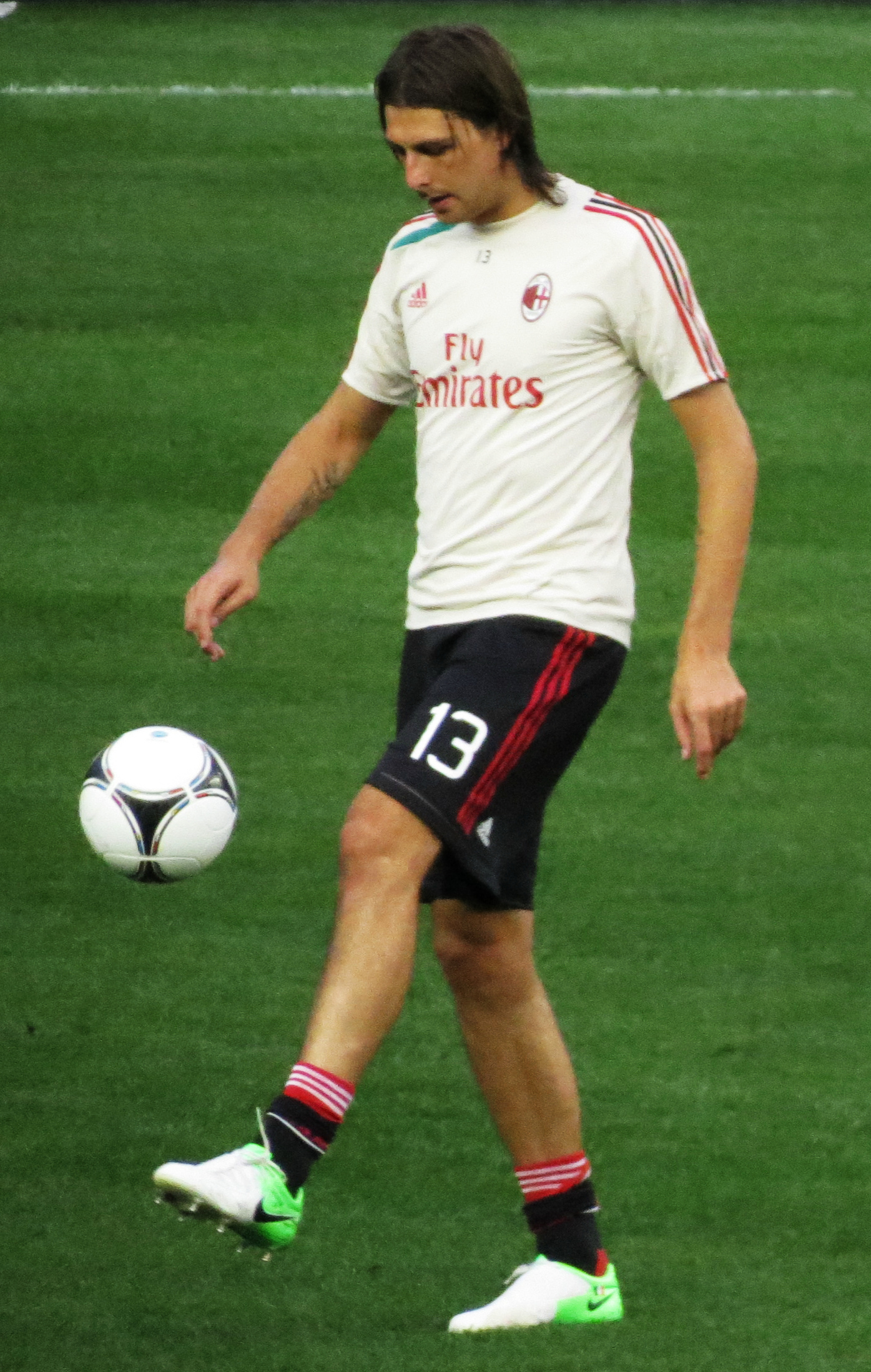
Acerbi in riscaldamento prepartita al Milan nel 2012.

Il 20 giugno 2012 il Genoa riscatta la metà del cartellino del giocatore posseduta dal Chievo e contestualmente la cede al Milan per 4 milioni di euro. Fa il suo esordio con la squadra milanese il 1º settembre seguente, nel corso della partita vinta per 3-1 allo Stadio Dall'Ara contro il Bologna; debutta nelle competizioni UEFA per club, invece, il 24 ottobre seguente, in occasione del match esterno valevole per la fase a gironi della Champions League contro il Málaga (1-0).
Il 26 gennaio 2013 il Genoa riscatta la metà del cartellino del giocatore dal Milan, cedendo in compartecipazione Kévin Constant alla squadra milanese, e una settimana più tardi cede Acerbi in prestito al Chievo. Torna a giocare con la maglia gialloblù il 3 febbraio seguente, in occasione dell'anticipo domenicale perso in casa contro la Juventus per 2-1.

#### Sassuolo
L'8 luglio 2013 viene ufficializzato il suo passaggio in compartecipazione al Sassuolo. Durante le visite mediche di inizio stagione, lo staff del Sassuolo gli diagnostica un tumore del testicolo: il giocatore è operato d'urgenza all'ospedale San Raffaele di Milano e dimesso regolarmente il giorno successivo. Debutta con la maglia neroverde il 15 settembre 2013 nella partita di campionato Verona-Sassuolo (2-0).
Alcuni mesi dopo l'intervento chirurgico, è risultato positivo per gonadotropina corionica al test antidoping successivo alla gara giocata in trasferta contro il Cagliari il 1º dicembre 2013. Verificata l'insussistenza di esenzioni terapeutiche, il giocatore è stato sospeso cautelativamente dal Coni; in seguito a nuovi controlli medici, gli è stata diagnosticata una recidiva del cancro. Il giocatore si è quindi assentato dai campi di calcio per il resto della stagione, subendo un nuovo ciclo di cure che hanno debellato la malattia e ritornando infine a giocare nell'estate 2014. Il 25 ottobre 2014 realizza il suo primo goal con la maglia neroverde, in occasione della partita contro il Parma. Il 24 gennaio mette a segno la sua seconda rete in campionato contro il Cagliari, anche se in compartecipazione con Rossettini, difensore della squadra sarda. Il 30 gennaio 2015 viene annunciata la risoluzione della compartecipazione in favore del Sassuolo.
Nelle stagioni 2015-16 e 2016-17 si rivela un titolare inamovibile ed essenziale per la squadra giocando rispettivamente 38 partite (con 4 gol) e 49 partite (sempre con 4 gol all'attivo).

#### Lazio
L'11 luglio 2018, a 30 anni, passa a titolo definitivo alla Lazio per una cifra vicina ai 10 milioni di euro. L'esordio arriva il 18 agosto successivo in occasione della sconfitta casalinga, per 1-2, contro il Napoli. Il 26 settembre segna il suo primo gol in maglia biancoceleste, nella partita vinta per 2 a 1 contro l’Udinese. Con l’espulsione rimediata il 20 gennaio 2019 nella sconfitta esterna 2-1 contro il Napoli, Acerbi si ferma a 149 partite di fila giocate tra campionato e coppe con Sassuolo e Lazio, rimanendo dietro a Javier Zanetti (162). Disputa la stagione da titolare inamovibile e conquista il suo primo trofeo sollevando la Coppa Italia al termine della finale vinta 2-0 con l'Atalanta.
Nella stagione successiva, si conferma una pedina fondamentale nella difesa di Simone Inzaghi. Il 22 dicembre 2019 scende in campo da titolare nella vittoriosa sfida di Supercoppa italiana a Riad contro la Juventus (3-1), che gli permette di mettere in bacheca il suo secondo trofeo di marca biancoceleste. Il 26 gennaio 2020 nella partita contro la Roma segna il suo primo gol nel derby di Roma, rete che varrà l'1-1 finale.

#### Inter

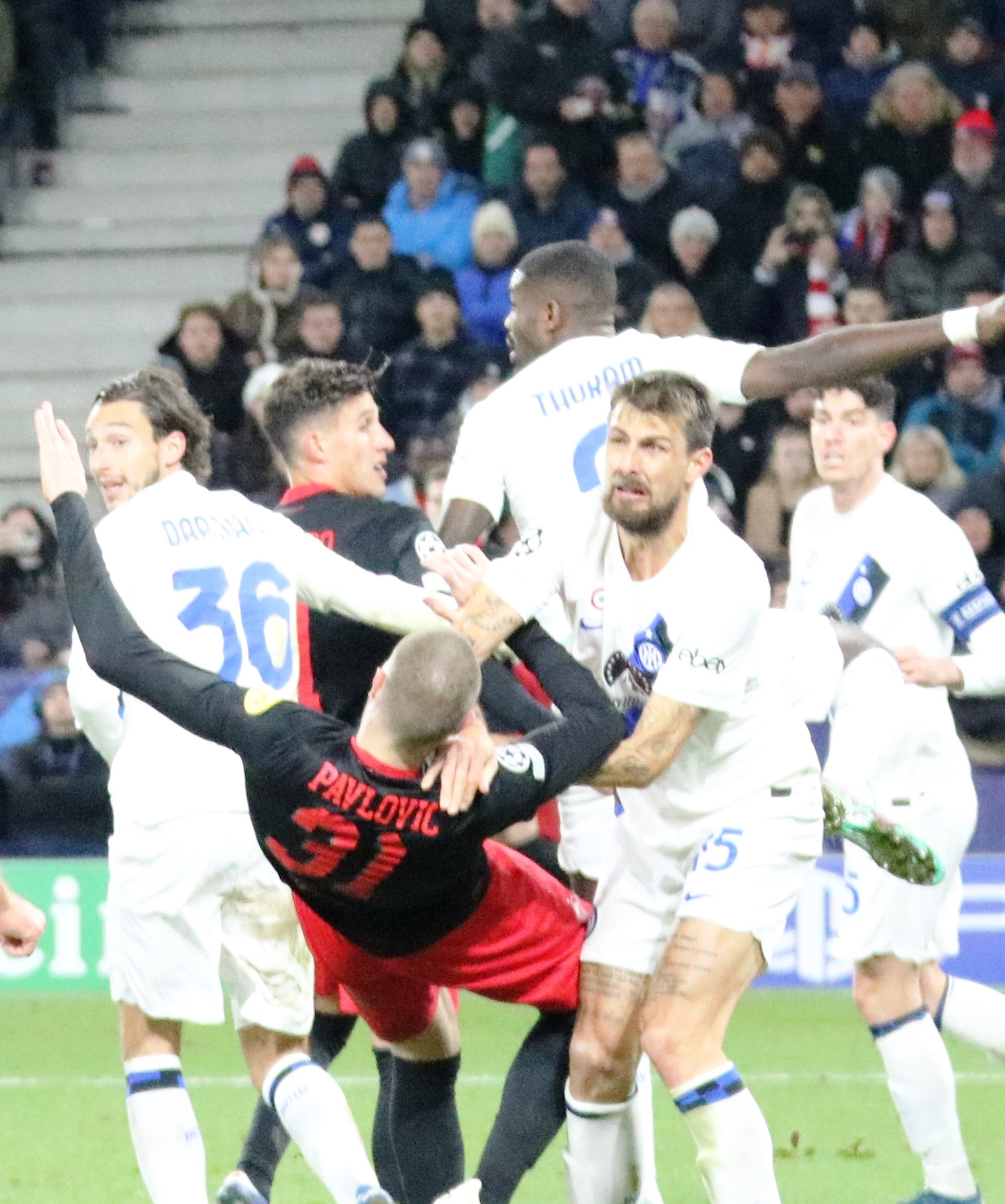
Da sinistra, in divisa bianca, Darmian, Acerbi e Bastoni, ossia una parte del blocco italiano dell'Inter di inizio anni duemilaventi, durante una partita di Champions League contro il nel 2023.

Finito ai margini della rosa del tecnico laziale Sarri e contestato da diversi mesi dalla tifoseria organizzata biancoceleste, il 1º settembre 2022 passa all'Inter in prestito con diritto di riscatto, ritrovando in panchina Inzaghi. Esordisce in maglia nerazzurra il 13 settembre, in occasione della seconda giornata di Champions League, in cui i nerazzurri hanno vinto per 0-2 in casa del Viktoria Plzeň. Sempre più centrale nei piani di Inzaghi alla luce del rendimento offerto, il 10 gennaio 2023 mette a segno il suo primo gol in nerazzurro, in occasione dell'ottavo di finale di Coppa Italia contro il Parma, realizzando al 110º minuto la rete che permette ai meneghini di vincere per 2-1 ai tempi supplementari e qualificarsi ai quarti di finale. Otto giorni dopo vince il suo primo trofeo con l'Inter, la Supercoppa, battendo il Milan per 3-0. Si ripete il 24 maggio, quando conquista la sua seconda Coppa Italia in carriera, la nona della storia per il club nerazzurro, grazie alla vittoria per 2-1 in finale contro la Fiorentina. Il 10 giugno gioca da titolare nella finale di Champions League, persa per 1-0 contro il Manchester City.
Il 7 luglio 2023 viene riscattato dai nerazzurri. Il 7 ottobre seguente realizza il suo primo gol con i nerazzurri in massima serie, nel pareggio interno per 2-2 contro il Bologna. Durante la partita di campionato del 17 marzo 2024, contro il Napoli, è protagonista di un diverbio con Juan Jesus: il brasiliano accusa il difensore dell'Inter di avergli rivolto un epiteto razzista, circostanza smentita invece da Acerbi. Il caso è oggetto di un supplemento di indagini da parte della procura federale della FIGC, a seguito delle quali il giudice sportivo assolve il calciatore nerazzurro. Il successivo 22 aprile apre le marcature nel derby di Milano, segnando il momentaneo 0-1 con un colpo di testa; l'Inter, grazie al seguente gol di Marcus Thuram, ottiene così la vittoria che vale matematicamente il suo ventesimo scudetto, il primo della carriera per Acerbi.
L'anno successivo conserva il posto da titolare ma un infortunio alla coscia lo tiene fuori da novembre 2024 a febbraio 2025. Il 6 maggio seguente realizza il gol del 3-3 al 93º nel ritorno della semifinale di Champions League contro il Barcellona, consentendo ai nerazzurri di andare ai supplementari, in cui i milanesi hanno avuto la meglio vincendo 4-3; Acerbi è il giocatore più anziano a segnare il suo primo gol nella competizione  e al contempo è diventato, all'età di 37 anni e 85 giorni, il secondo giocatore più vecchio a realizzare una rete in semifinale dopo Ryan Giggs. Tuttavia in finale i nerazzurri vengono sconfitti per 5-0 dal Paris Saint-Germain.

### Nazionale
Nel settembre del 2008 viene convocato nell'Italia Under-20 di Lega Pro per la prima partita della Mirop Cup contro l'Ungheria (1-2), nella quale scende in campo all'inizio del secondo tempo.

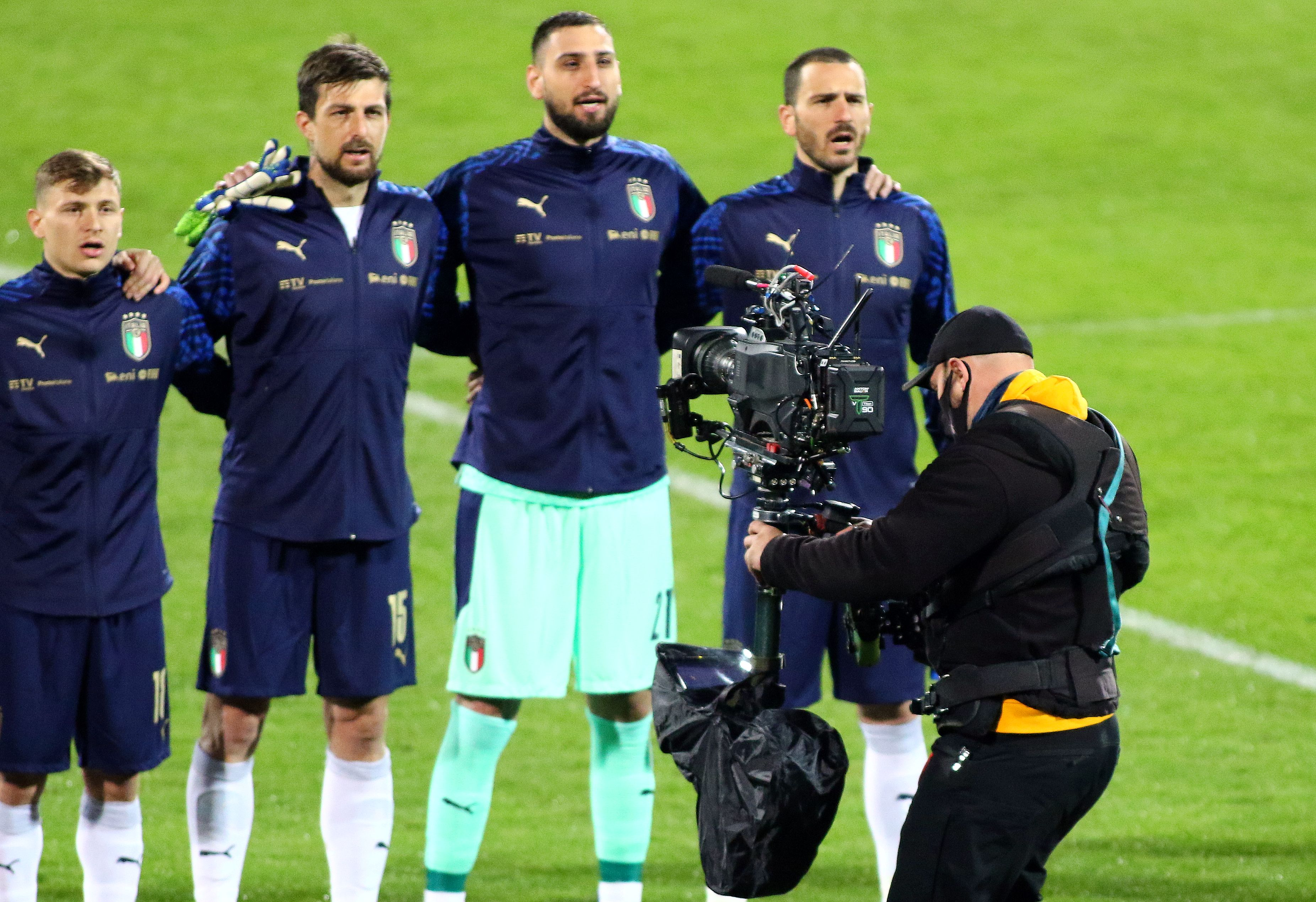
Da sinistra: Barella, Acerbi, Donnarumma e il capitano azzurro Bonucci cantano l'inno italiano prima della sfida contro la del 28 marzo 2021.

Il 10 agosto 2012 viene convocato per la prima volta in nazionale dal CT Cesare Prandelli, in occasione dell'amichevole contro l'Inghilterra del 15 agosto seguente a Berna. Esordisce il 18 novembre 2014, a 26 anni, con il CT Antonio Conte, in occasione dell'amichevole contro l'Albania disputata a Genova, in cui entra in campo al 36º minuto del secondo tempo. Alla sua seconda presenza, il 29 marzo 2016, viene impiegato come titolare in occasione dell'amichevole persa dagli Azzurri per 4-1 contro la Germania a Monaco di Baviera.
Torna in nazionale con il CT Roberto Mancini, che lo schiera titolare nella partita amichevole disputata il 20 novembre 2018 contro gli Stati Uniti a Genk. L'8 settembre 2019, Acerbi scende in campo nella sua prima gara con la nazionale in una competizione ufficiale, in occasione della partita contro la Finlandia valevole per le qualificazioni all'Europeo 2020. Il 15 novembre 2019 a Zenica, in occasione della partita contro la Bosnia ed Erzegovina, segna il suo primo gol in nazionale nello 0-3 finale.
Nel giugno 2021 viene convocato per il campionato europeo, durante il quale viene impiegato da subentrante nelle ultime due sfide della fase a gironi contro Svizzera e Galles e poi come titolare nella gara degli ottavi contro l'Austria, partita nella quale serve l'assist a Matteo Pessina per il gol del momentaneo 2-0. L'11 luglio 2021 diventa campione d'Europa al termine della finale di Wembley vinta ai rigori contro l'Inghilterra.
Inserito tra i 23 convocati per la fase finale della UEFA Nations League 2020-2021, contribuisce al terzo posto dell'Italia, giocando per intero la finalina vinta contro il Belgio. Successivamente viene utilizzato con frequenza da titolare, soprattutto dopo l'addio di Chiellini, e nel giugno 2023, per la seconda edizione consecutiva, viene inserito nella lista dei convocati per la fase finale della Nations League, chiusa nuovamente al terzo posto.
Confermato inizialmente dal nuovo CT Luciano Spalletti, nel giugno 2024 è costretto a saltare il campionato europeo in Germania a causa di una pubalgia che lo costringe a sottoporsi a un'operazione.
Nel maggio del 2025 viene convocato da Spalletti per le qualificazioni al campionato mondiale di calcio 2026, ma rifiuta la convocazione. La sua ultima presenza in azzurro rimane dunque quella ottenuta il 20 novembre 2023 nel pareggio (0-0) contro l'Ucraina.

## Statistiche

### Presenze e reti nei club
Statistiche aggiornate al 25 giugno 2025.
| Stagione        | Squadra         | Campionato      | Campionato | Campionato | Coppe nazionali | Coppe nazionali | Coppe nazionali | Coppe continentali | Coppe continentali | Coppe continentali | Altre coppe | Altre coppe | Altre coppe | Totale | Totale |
| Stagione        | Squadra         | Comp            | Pres       | Reti       | Comp            | Pres            | Reti            | Comp               | Pres               | Reti               | Comp        | Pres        | Reti        | Pres   | Reti   |
| --------------- | --------------- | --------------- | ---------- | ---------- | --------------- | --------------- | --------------- | ------------------ | ------------------ | ------------------ | ----------- | ----------- | ----------- | ------ | ------ |
| 2005-2006       | Pavia           | C1              | 1          | 0          | CI+CI-C         | 0+2             | 0               | -                  | -                  | -                  | -           | -           | -           | 3      | 0      |
| 2006- gen. 2007 | Pavia           | C1              | 1          | 0          | CI              | 0               | 0               | -                  | -                  | -                  | -           | -           | -           | 1      | 0      |
| gen.-giu 2007   | Renate          | D               | 1          | 0          | -               | -               | -               | -                  | -                  | -                  | -           | -           | -           | 1      | 0      |
| 2007-2008       | Spezia          | B               | 0          | 0          | CI              | 0               | 0               | -                  | -                  | -                  | -           | -           | -           | 0      | 0      |
| 2008-2009       | Pavia           | 2D              | 22         | 2          | CI-LP           | 3               | 0               | -                  | -                  | -                  | -           | -           | -           | 25     | 2      |
| 2009-2010       | Pavia           | 2D              | 24+2       | 1+0        | CI-LP           | 1               | 0               | -                  | -                  | -                  | -           | -           | -           | 27     | 1      |
| Totale Pavia    | Totale Pavia    | Totale Pavia    | 48+2       | 3+0        |                 | 6               | 0               |                    | -                  | -                  |             | -           | -           | 56     | 3      |
| 2010-2011       | Reggina         | B               | 40+2       | 2+0        | CI              | 1               | 0               | -                  | -                  | -                  | -           | -           | -           | 43     | 2      |
| 2011-2012       | Chievo          | A               | 17         | 1          | CI              | 3               | 0               | -                  | -                  | -                  | -           | -           | -           | 20     | 1      |
| 2012-gen. 2013  | Milan           | A               | 6          | 0          | CI              | 2               | 0               | UCL                | 2                  | 0                  | -           | -           | -           | 10     | 0      |
| gen.-giu. 2013  | Chievo          | A               | 7          | 0          | CI              | 0               | 0               | -                  | -                  | -                  | -           | -           | -           | 7      | 0      |
| Totale Chievo   | Totale Chievo   | Totale Chievo   | 24         | 1          |                 | 3               | 0               |                    | -                  | -                  |             | -           | -           | 27     | 1      |
| 2013-2014       | Sassuolo        | A               | 13         | 0          | CI              | 0               | 0               | -                  | -                  | -                  | -           | -           | -           | 13     | 0      |
| 2014-2015       | Sassuolo        | A               | 32         | 3          | CI              | 0               | 0               | -                  | -                  | -                  | -           | -           | -           | 32     | 3      |
| 2015-2016       | Sassuolo        | A               | 36         | 4          | CI              | 2               | 0               | -                  | -                  | -                  | -           | -           | -           | 38     | 4      |
| 2016-2017       | Sassuolo        | A               | 38         | 4          | CI              | 1               | 0               | UEL                | 10                 | 0                  | -           | -           | -           | 49     | 4      |
| 2017-2018       | Sassuolo        | A               | 38         | 0          | CI              | 3               | 0               | -                  | -                  | -                  | -           | -           | -           | 41     | 0      |
| Totale Sassuolo | Totale Sassuolo | Totale Sassuolo | 157        | 11         |                 | 6               | 0               |                    | 10                 | 0                  |             | -           | -           | 173    | 11     |
| 2018-2019       | Lazio           | A               | 37         | 3          | CI              | 5               | 0               | UEL                | 8                  | 0                  | -           | -           | -           | 50     | 3      |
| 2019-2020       | Lazio           | A               | 36         | 2          | CI              | 2               | 0               | UEL                | 6                  | 0                  | SI          | 1           | 0           | 45     | 2      |
| 2020-2021       | Lazio           | A               | 32         | 0          | CI              | 2               | 1               | UCL                | 8                  | 0                  | -           | -           | -           | 42     | 1      |
| 2021-2022       | Lazio           | A               | 30         | 4          | CI              | 0               | 0               | UEL                | 6                  | 0                  | -           | -           | -           | 36     | 4      |
| Totale Lazio    | Totale Lazio    | Totale Lazio    | 135        | 9          |                 | 9               | 1               |                    | 28                 | 0                  |             | 1           | 0           | 173    | 10     |
| 2022-2023       | Inter           | A               | 31         | 0          | CI              | 5               | 1               | UCL                | 12                 | 0                  | SI          | 1           | 0           | 49     | 1      |
| 2023-2024       | Inter           | A               | 29         | 3          | CI              | 1               | 0               | UCL                | 6                  | 0                  | SI          | 2           | 0           | 38     | 3      |
| 2024-2025       | Inter           | A               | 23         | 0          | CI              | 1               | 0               | UCL                | 9                  | 1                  | SI+Cmc      | 0+2         | 0           | 35     | 1      |
| Totale Inter    | Totale Inter    | Totale Inter    | 83         | 3          |                 | 7               | 1               |                    | 27                 | 1                  |             | 5           | 0           | 122    | 5      |
| Totale carriera | Totale carriera | Totale carriera | 498        | 29         |                 | 34              | 2               |                    | 67                 | 1                  |             | 6           | 0           | 605    | 32     |

### Cronologia presenze e reti in nazionale
| Cronologia completa delle presenze e delle reti in nazionale ― Italia | Cronologia completa delle presenze e delle reti in nazionale ― Italia | Cronologia completa delle presenze e delle reti in nazionale ― Italia | Cronologia completa delle presenze e delle reti in nazionale ― Italia | Cronologia completa delle presenze e delle reti in nazionale ― Italia | Cronologia completa delle presenze e delle reti in nazionale ― Italia | Cronologia completa delle presenze e delle reti in nazionale ― Italia | Cronologia completa delle presenze e delle reti in nazionale ― Italia |
| Data                                                                  | Città                                                                 | In casa                                                               | Risultato                                                             | Ospiti                                                                | Competizione                                                          | Reti                                                                  | Note                                                                  |
| --------------------------------------------------------------------- | --------------------------------------------------------------------- | --------------------------------------------------------------------- | --------------------------------------------------------------------- | --------------------------------------------------------------------- | --------------------------------------------------------------------- | --------------------------------------------------------------------- | --------------------------------------------------------------------- |
| 18-11-2014                                                            | Genova                                                                | Italia                                                                | 1 – 0                                                                 | Albania                                                               | Amichevole                                                            | -                                                                     | 81’                                                                   |
| 29-3-2016                                                             | Monaco di Baviera                                                     | Germania                                                              | 4 – 1                                                                 | Italia                                                                | Amichevole                                                            | -                                                                     |                                                                       |
| 20-11-2018                                                            | Genk                                                                  | Italia                                                                | 1 – 0                                                                 | Stati Uniti                                                           | Amichevole                                                            | -                                                                     |                                                                       |
| 8-9-2019                                                              | Tampere                                                               | Finlandia                                                             | 1 – 2                                                                 | Italia                                                                | Qual. Euro 2020                                                       | -                                                                     |                                                                       |
| 12-10-2019                                                            | Roma                                                                  | Italia                                                                | 2 – 0                                                                 | Grecia                                                                | Qual. Euro 2020                                                       | -                                                                     |                                                                       |
| 15-11-2019                                                            | Zenica                                                                | Bosnia ed Erzegovina                                                  | 0 – 3                                                                 | Italia                                                                | Qual. Euro 2020                                                       | 1                                                                     |                                                                       |
| 4-9-2020                                                              | Firenze                                                               | Italia                                                                | 1 – 1                                                                 | Bosnia ed Erzegovina                                                  | UEFA Nations League 2020-2021 - 1º turno                              | -                                                                     |                                                                       |
| 7-10-2020                                                             | Firenze                                                               | Italia                                                                | 6 – 0                                                                 | Moldavia                                                              | Amichevole                                                            | -                                                                     |                                                                       |
| 11-10-2020                                                            | Danzica                                                               | Polonia                                                               | 0 – 0                                                                 | Italia                                                                | UEFA Nations League 2020-2021 - 1º turno                              | -                                                                     | 90+1’                                                                 |
| 15-11-2020                                                            | Reggio Emilia                                                         | Italia                                                                | 2 – 0                                                                 | Polonia                                                               | UEFA Nations League 2020-2021 - 1º turno                              | -                                                                     |                                                                       |
| 18-11-2020                                                            | Sarajevo                                                              | Bosnia ed Erzegovina                                                  | 0 – 2                                                                 | Italia                                                                | UEFA Nations League 2020-2021 - 1º turno                              | -                                                                     |                                                                       |
| 28-3-2021                                                             | Sofia                                                                 | Bulgaria                                                              | 0 – 2                                                                 | Italia                                                                | Qual. Mondiali 2022                                                   | -                                                                     |                                                                       |
| 31-3-2021                                                             | Vilnius                                                               | Lituania                                                              | 0 – 2                                                                 | Italia                                                                | Qual. Mondiali 2022                                                   | -                                                                     | 88’                                                                   |
| 4-6-2021                                                              | Bologna                                                               | Italia                                                                | 4 – 0                                                                 | Rep. Ceca                                                             | Amichevole                                                            | -                                                                     | 64’                                                                   |
| 16-6-2021                                                             | Roma                                                                  | Italia                                                                | 3 – 0                                                                 | Svizzera                                                              | Euro 2020 - 1º turno                                                  | -                                                                     | 26’                                                                   |
| 20-6-2021                                                             | Roma                                                                  | Italia                                                                | 1 – 0                                                                 | Galles                                                                | Euro 2020 - 1º turno                                                  | -                                                                     | 46’                                                                   |
| 26-6-2021                                                             | Londra                                                                | Italia                                                                | 2 – 1 dts                                                             | Austria                                                               | Euro 2020 - Ottavi di finale                                          | -                                                                     |                                                                       |
| 2-9-2021                                                              | Firenze                                                               | Italia                                                                | 1 – 1                                                                 | Bulgaria                                                              | Qual. Mondiali 2022                                                   | -                                                                     |                                                                       |
| 8-9-2021                                                              | Reggio Emilia                                                         | Italia                                                                | 5 – 0                                                                 | Lituania                                                              | Qual. Mondiali 2022                                                   | -                                                                     |                                                                       |
| 10-10-2021                                                            | Torino                                                                | Italia                                                                | 2 – 1                                                                 | Belgio                                                                | UEFA Nations League 2020-2021 - Finale 3º posto                       | -                                                                     |                                                                       |
| 12-11-2021                                                            | Roma                                                                  | Italia                                                                | 1 – 1                                                                 | Svizzera                                                              | Qual. Mondiali 2022                                                   | -                                                                     |                                                                       |
| 15-11-2021                                                            | Belfast                                                               | Irlanda del Nord                                                      | 0 – 0                                                                 | Italia                                                                | Qual. Mondiali 2022                                                   | -                                                                     |                                                                       |
| 29-3-2022                                                             | Konya                                                                 | Turchia                                                               | 2 – 3                                                                 | Italia                                                                | Amichevole                                                            | -                                                                     |                                                                       |
| 4-6-2022                                                              | Bologna                                                               | Italia                                                                | 1 – 1                                                                 | Germania                                                              | UEFA Nations League 2022-2023 - 1º turno                              | -                                                                     |                                                                       |
| 11-6-2022                                                             | Wolverhampton                                                         | Inghilterra                                                           | 0 – 0                                                                 | Italia                                                                | UEFA Nations League 2022-2023 - 1º turno                              | -                                                                     |                                                                       |
| 23-9-2022                                                             | Milano                                                                | Italia                                                                | 1 – 0                                                                 | Inghilterra                                                           | UEFA Nations League 2022-2023 - 1º turno                              | -                                                                     |                                                                       |
| 26-9-2022                                                             | Budapest                                                              | Ungheria                                                              | 0 – 2                                                                 | Italia                                                                | UEFA Nations League 2022-2023 - 1º turno                              | -                                                                     | 34’ 46’                                                               |
| 20-11-2022                                                            | Vienna                                                                | Austria                                                               | 2 – 0                                                                 | Italia                                                                | Amichevole                                                            | -                                                                     |                                                                       |
| 23-3-2023                                                             | Napoli                                                                | Italia                                                                | 1 – 2                                                                 | Inghilterra                                                           | Qual. Euro 2024                                                       | -                                                                     | 90+2’                                                                 |
| 15-6-2023                                                             | Enschede                                                              | Spagna                                                                | 2 – 1                                                                 | Italia                                                                | UEFA Nations League 2022-2023 - Semifinale                            | -                                                                     |                                                                       |
| 18-6-2023                                                             | Enschede                                                              | Paesi Bassi                                                           | 2 – 3                                                                 | Italia                                                                | UEFA Nations League 2022-2023 - Finale 3º posto                       | -                                                                     | 90+5’                                                                 |
| 17-10-2023                                                            | Londra                                                                | Inghilterra                                                           | 3 – 1                                                                 | Italia                                                                | Qual. Euro 2024                                                       | -                                                                     | 63’                                                                   |
| 17-11-2023                                                            | Roma                                                                  | Italia                                                                | 5 – 2                                                                 | Macedonia del Nord                                                    | Qual. Euro 2024                                                       | -                                                                     | 89’                                                                   |
| 20-11-2023                                                            | Leverkusen                                                            | Ucraina                                                               | 0 – 0                                                                 | Italia                                                                | Qual. Euro 2024                                                       | -                                                                     |                                                                       |
| Totale                                                                |                                                                       | Presenze                                                              | 34                                                                    |                                                                       | Reti                                                                  | 1                                                                     |                                                                       |

## Palmarès

### Club
- Coppa Italia: 2

Lazio: 2018-2019
Inter: 2022-2023
- Supercoppa italiana: 3

Lazio: 2019
Inter: 2022, 2023
- Campionato italiano: 1

Inter: 2023-2024

### Nazionale
- Campionato d'Europa: 1

Europa 2020

### Individuale
- Premio nazionale Andrea Fortunato nella categoria Lo Sport è Vita

2014
- Pallone d'argento: 1

2015